# Erdwärmekollektor

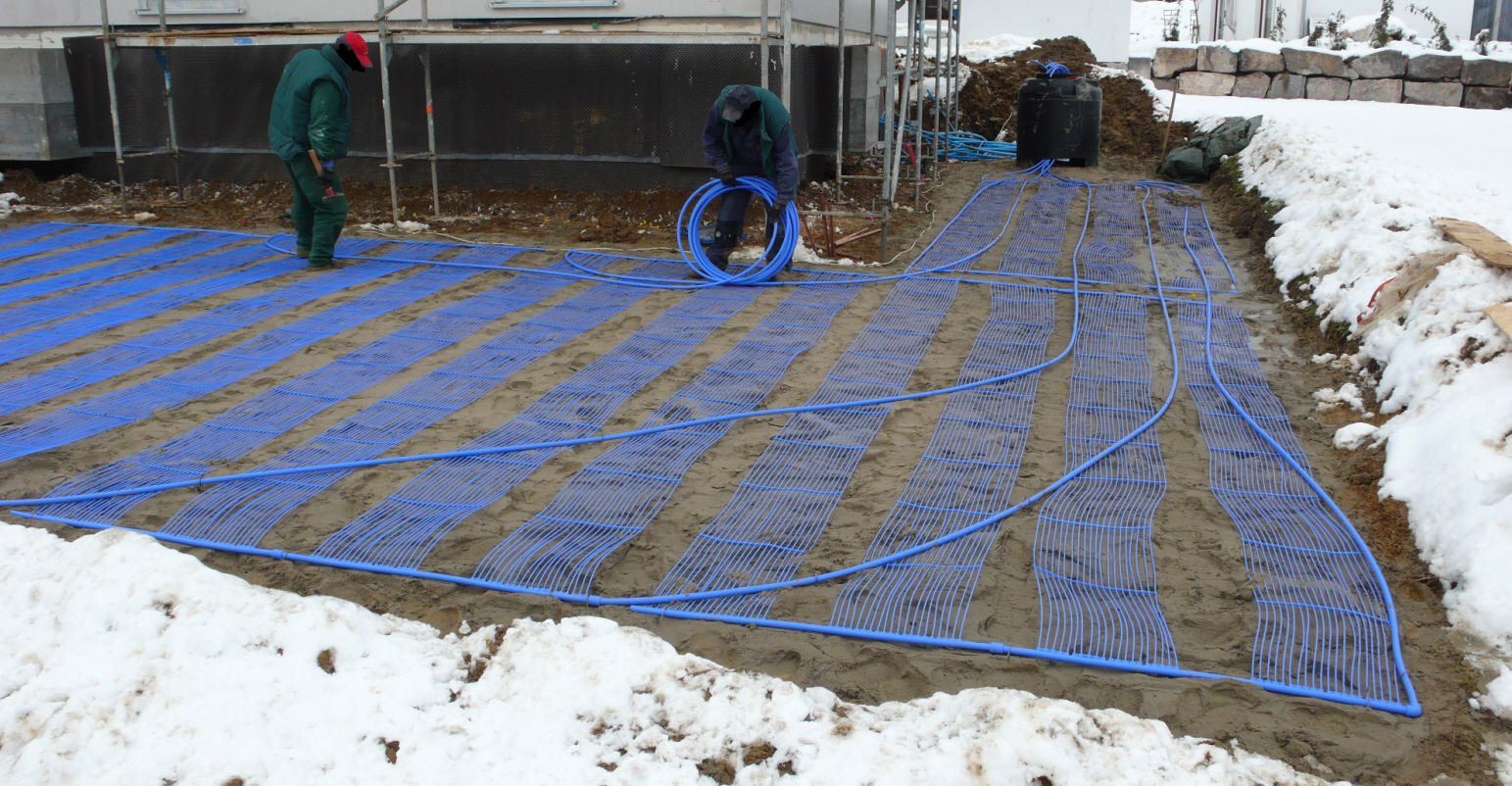
Verlegen von Rohrregistern eines Flächenkollektors zur Nutzung mit einer Wärmepumpenheizung

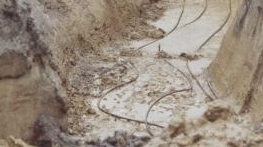
Erdwärmekollektor während der Verlegung

Erdwärmekollektoren sind Erdwärmeübertrager, die überwiegend aus horizontal im Erdreich verlegten Kunststoffrohren bestehen (im Gegensatz zu den vertikal in eine Bohrung eingebrachten Erdwärmesonden). Sie werden primär als Wärmequelle für Wärmepumpenheizungen genutzt. Der Wärmeertrag der in geringer Tiefe verlegten Flächenkollektoren ist stark vom jahreszeitlichen Temperaturverlauf in den oberflächennahen Bodenschichten abhängig. Die Herstellung eines Flächenkollektors lohnt darum vor allem in tiefergelegenen Regionen mit mildem Wetter. Da sich die Bodentemperatur durch eindringendes Regenwasser ebenso wie durch Sonneneinstrahlung erhöht, eignen sich unversiegelte und unbeschattete Freiflächen wie Rasenflächen gut zur Installation von Erdwärmekollektoren.
Auch Luftbrunnen entziehen dem Erdreich Wärme in geringer Tiefe. Sie werden zusammen mit Lüftungsanlagen oder Luft/Wasser-Wärmepumpen betrieben.

## Verlegeort
Die dem Boden entzogene Wärme wird überwiegend durch Sonneneinstrahlung regeneriert. Der Wärmeeintrag durch Regenwasser ist umstritten. Da die Wärmeleitfähigkeit des Bodens mit dem Feuchtegehalt steigt, ist die mögliche Entzugsleistung unter versiegelten Flächen in der Regel geringer.
Die Fläche über dem Kollektor sollte deshalb möglichst direkt besonnt werden.
Die Verlegung unter einer bebauten Fläche ist nur sinnvoll, wenn das Erdvolumen als saisonaler Speicher genutzt werden soll, in den im Sommer solare Wärme eingespeist wird.
Liegen die Rohre im oder nahe des Grundwassers, so verbessert sich die mögliche Wärmeentzugsleistung.
Falls das Grundwasser fließt, ist ein sehr hoher Wärmeentzug, aber keine saisonale Energiespeicherung im Erdreich möglich.

## Verlegetiefe
Die Rohre des Kollektors werden mindestens 20 cm unterhalb der örtlichen Frostgrenze verlegt, die typischerweise zwischen 80 cm und 120 cm beträgt.
Während Tiefenbohrungssonden bei großzügiger Auslegung ganzjährig Sole mit einer Temperatur von 10 °C fördern, beträgt die durchschnittliche Bodentemperatur Anfang Februar in einem Meter Tiefe 2 °C. In zwei Metern Tiefe sind es 4,5 °C. Im August kann die Bodentemperatur in einem Meter Tiefe auf 20 °C ansteigen.
Abhängig von der Bodenbeschaffenheit und insbesondere vom Wassergehalt erreicht der zeitliche Versatz zwischen saisonal schwankenden Luft- und Bodentemperaturen in einer Tiefe von 6 bis 12 m sechs Monate, so dass hier der jahreszeitliche Temperaturverlauf gerade entgegengesetzt zu dem an der Erdoberfläche ist. Allerdings sind die absoluten Schwankungsamplituden in dieser Tiefe ohnehin nur noch sehr gering. Ab einer Tiefe von 10 bis 15 Metern kann meist keine relevante Temperaturschwankung mehr wahrgenommen werden. Die Temperatur entspricht dort ungefähr der mittleren Jahreslufttemperatur.

## Verlegearten
Je nach Verlegeschema spricht man von Graben- oder Flächenkollektoren.
Bei Flächenkollektoren werden die Kollektorrohre oft wie bei einer Fußbodenheizung mäanderförmig in einem Rohrabstand von 30 bis 150 cm und in 1 bis 1,5 Metern Tiefe verlegt. Um in schlecht gedämmten Gebäuden im Bedarfsfall kurzfristig einen erhöhten Wärmeentzug zu ermöglichen, kann es sinnvoll sein, einen engeren Rohrabstand zu wählen oder vorgefertigte Register aus sogenannten Kapillarrohren zu verwenden. Durch die deutlich geringere Wandstärke und entsprechend geringem Wärmeleitwiderstand kann bei Verwendung von Kapillarrohren 4,3 × 0,8 mm die Medientemperatur um 4 °C höher liegen als in einem gewöhnlichen mäanderförmig verlegtem PE-Rohr 32 × 2,9 mm.
Ein Flächenkollektor benötigt häufig eine doppelt so große Fläche wie die zu beheizende Wohnfläche.
Eine platzsparende Form eines Flächenkollektors ist der sogenannte Ringgrabenkollektor. Dabei werden die Rohre in einen beispielsweise 2 m tiefen Graben verlegt, der beliebig auf dem Grundstück angeordnet werden kann.
Um die gesamte zur Verfügung stehenden Fläche auszunutzen, wird der Graben oft ringförmig an den Grundstücksgrenzen entlang verlegt.
Wenn ein ausreichend breiter bzw. tiefer Graben zur Verfügung steht, braucht die Rohrleitung zur Verlegung nicht unbedingt von der Rolle abgewickelt werden. Bei der sogenannten Slinky-Verlegung werden die Rohrwicklungen der Rolle beim Einbringen in den Graben lediglich auseinandergezogen, so dass das Rohr in sich überschneidenden geschlauften Bögen verläuft.
Das zum Wärmeentzug nutzbare Erdvolumen bezogen auf das auszuhebende Erdvolumen ist beim Grabenkollektor größer als bei anderen Arten des Flächenkollektors. Der Grabenkollektor wird von verschiedenen Herstellern modulierender Erdwärmepumpen als eine kostengünstige Alternative zu einer Erdsonde propagiert.
Sogenannte Spiralkollektoren oder Erdwärmekörbe haben einen deutlich geringeren Flächenbedarf als Flächenkollektoren, müssen jedoch tiefer eingebracht werden. Sie können auch bei kleineren Grundstücken angewendet werden, wenn weder Platz für Flächenkollektoren vorhanden, noch die Zufahrt von Tiefenbohrgeräten für Erdsonden möglich ist. Typisch wird zur Verlegung ein Loch mit einer Länge und Breite von wenigstens drei Metern und einer Tiefe von vier Metern ausgehoben.

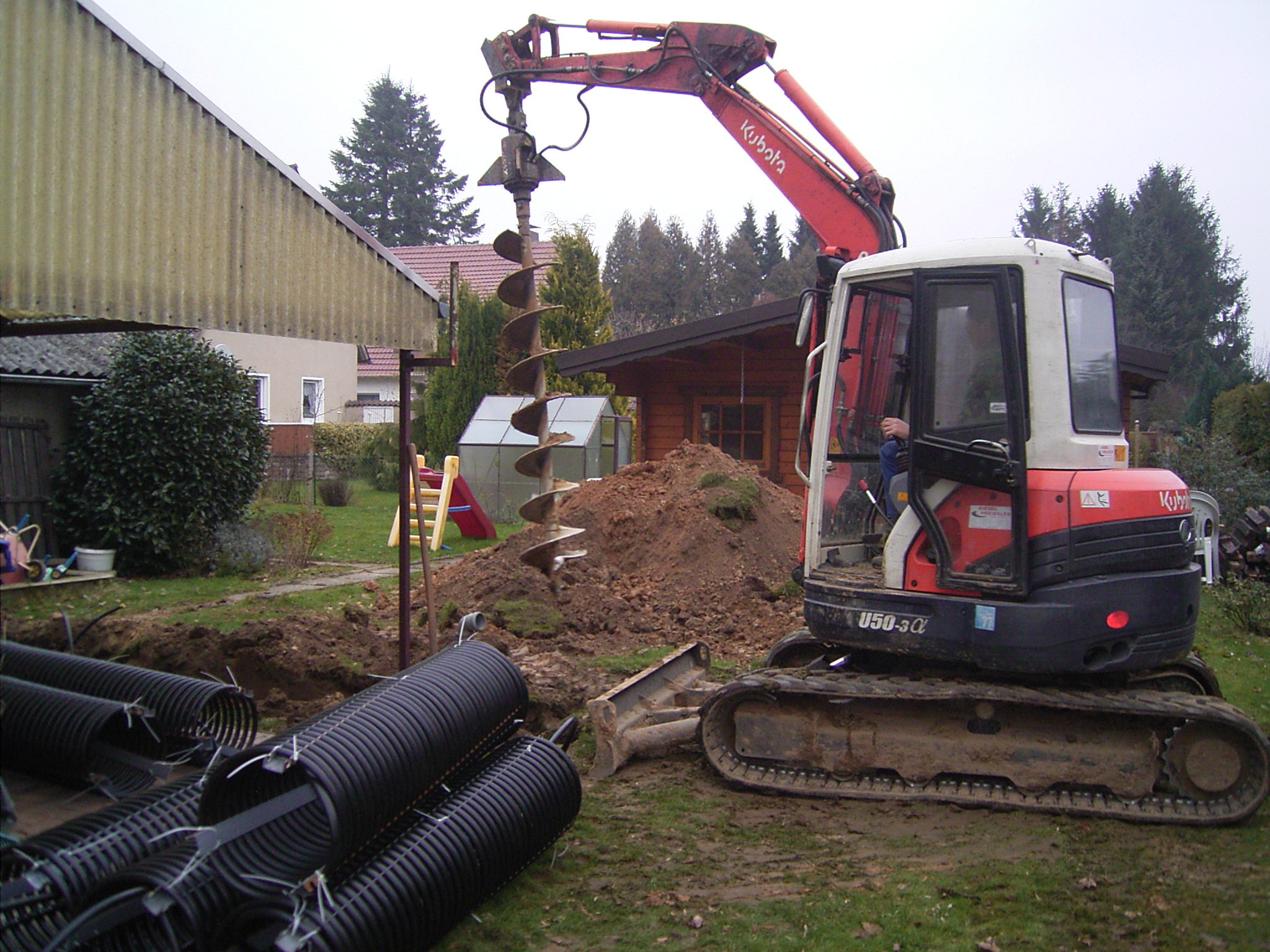
Spiralkollektoren vor der Verlegung

Auch Schwimmteiche, Zisternen und ähnliche Wasserreservoirs können zur Nutzung der im Wasser und im darunterliegenden Erdreich enthaltenen Wärme genutzt werden. Wasser hat eine etwa vierfach höhere Wärmespeicherkapazität als feuchter Boden, so dass insbesondere ein vor Wärmeverlusten geschützter Wasserbehälter auch als Saisonalspeicher genutzt werden kann, der im Sommer mit solarer Energie aufgeheizt wird.
Kleine Wassermengen frieren durch den Wärmeentzug zu Eis. Da die Eisbildung zunächst an den Soleleitungen beginnt, müssen diese vor dem Aufschwimmen geschützt werden. Häufig werden die Rohre zu diesem Zweck einbetoniert.
Fische und Amphibien verbringen den Winter in Bodennähe, können ein Auffrieren des Teichgrunds also nicht überleben.

## Wärmeträger

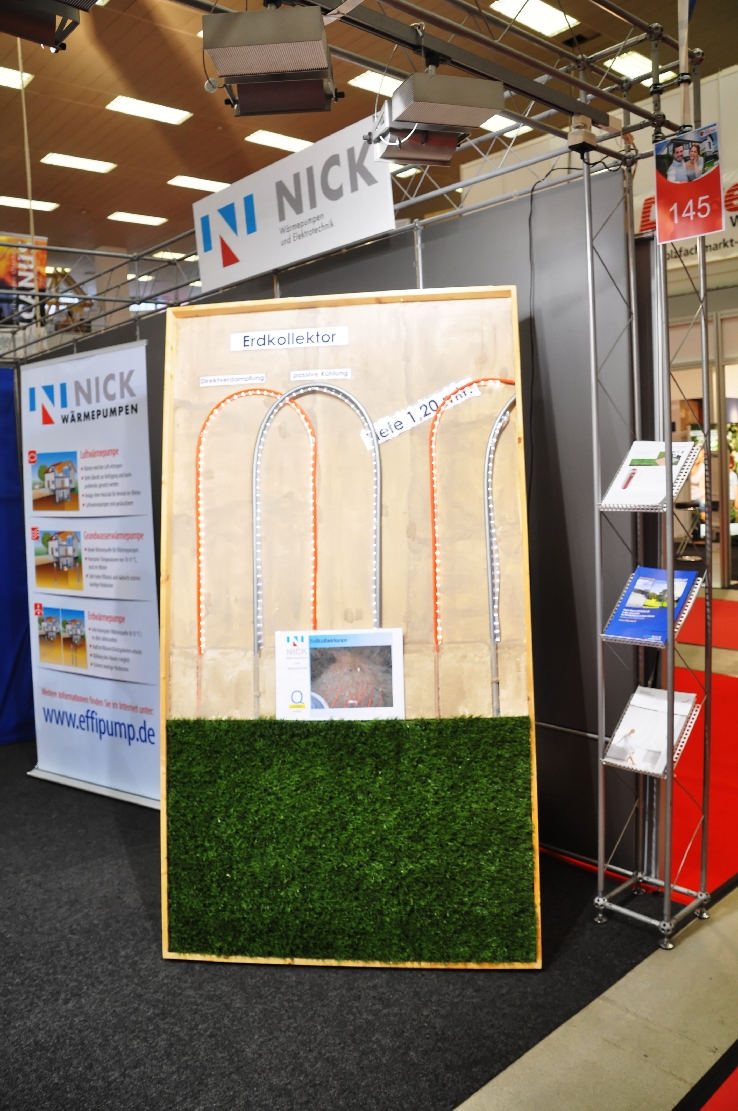
Modell auf der Messe

Je nach Auslegung der Anlage muss in vielen Fällen mit einem Absinken der Temperatur des Wärmeträgermediums unter 0 °C gerechnet werden. Dem im Rohrsystem zirkulierenden Wasser wird darum meist ein Frostschutzmittel zugemischt. Überwiegend wird Glykol verwendet. Die von Regen und Sonne ins Erdreich eingebrachte Wärme wird über das Trägermedium entnommen und der Wärmepumpe zugeführt.

## Leistung
Die erzielbare Wärmeleistung ist abhängig von der Beschaffenheit des Bodens. Trockene, grobkörnige Böden sind für den Wärmetransport schlechter geeignet als feuchte Grundwasserböden. Deshalb variiert die Leistung klassischer Flächenkollektoren von 10 W/m² bis zu 35 W/m² bei Grundwasserböden. Bei 20 W/m² Wärmeeintragsleistung ist zur Versorgung einer Wärmepumpenheizung mit 6 kW Leistung etwa eine Bodenfläche von 300 m² erforderlich. Das entspricht überschlägig dem Doppelten der zu beheizenden Wohnfläche. Ein auf gleiche Leistung ausgelegter Ringgrabenkollektor benötigt im Vergleich zu der klassischen Auslegung weniger Fläche.
Sowohl die Nutzung einer Wärmepumpe an sich, als auch die Verlegung von Erdwärmkollektoren in einer geringen Tiefe ist dann besonders sinnvoll, wenn die Temperaturdifferenz zwischen Wärmequelle und Wärmesenke hinreichend klein ist. Das Baujahr und die Wärmedämmeigenschaften des Gebäudes sind hierbei nur indirekt relevant.
Aufgrund der erforderlichen erhöhten Vorlauftemperaturen rentiert sich der Betrieb einer Wärmepumpe zur Beheizung von Altbauten in manchen Fällen nicht. Oft ergeben sich bei Durchführung eines hydraulischen Abgleichs aber auch bei Altbauten wärmepumpentaugliche Vorlauftemperaturen. Ein korrekt durchgeführter hydraulischer Abgleich vermindert die Energieverluste bei allen hydraulischen Heizsystemen. Zu beachten ist, dass ein hoher Wärmebedarf die Erschließung einer eventuell sehr großen Kollektorfläche erfordert. Ist das Kollektorfeld zu klein, gefriert der Boden und die Effizienz sinkt von Dezember bis Februar. Jedoch wird aufgrund der großen Menge an latenter Wärme bei 0 °C die Soletemeperatur stabilisiert, sodass dadurch auch hoher Wärmebedarf gedeckt werden kann. Jedoch kann es dabei in Abhängigkeit von der Bodenart und gebildeter Eismenge zu unerwünschten Bodenhebungen kommen.

## Nutzung zur Gebäudekühlung im Sommer
Da sich Erdreich mit gewöhnlicher Wärmeleitfähigkeit bei Nutzung des Wärmeträgermediums zur Gebäudekühlung relativ schnell aufwärmt, ist eine relevante Kühlung des Gebäudes im Sommer nur möglich, wenn das Temperaturniveau über eine Kältemaschine abgesenkt wird. Einige Wärmepumpen lassen sich im Sommerbetrieb als Kältemaschine nutzen.
Die dem Erdreich während der Sommermonate zugeführte Wärme wird im Erdboden gespeichert und erhöht die Effizienz der Wärmepumpe zu Beginn des winterlichen Heizbetriebs. Nach einigen Wochen verliert sich der Effekt jedoch.

## Vorteile
- geschlossenes System mit unbedenklichem Solemedium
- sehr günstige Herstellungskosten durch:
  - einfache Erschließung der Wärmequelle mithilfe der bei größeren Baumaßnahmen ohnehin bereitstehenden Baumaschinen
  - Nutzung von einfachem PE-Rohr zur Herstellung des Kollektor
  - unproblematische Verlegung in Eigenleistung

## Nachteile
- Erdwärmekollektoren benötigen eine große Fläche im Vergleich zu Erdwärmesonden, die in Tiefbohrungen eingebracht werden.
- In kalten Wintern kann die natürliche Bodentemperatur in einem Meter Tiefe bis auf 0 °C absinken.
- Erst in Tiefen ab 6 m wird eine relativ gleichmäßiges Niveau von 10 °C erreicht.
- Durch die Abkühlung des Erdreichs kann sich der Beginn der Wachstumsperiode von Pflanzen, die oberhalb des Kollektors wachsen, um bis zu zwei Wochen verzögern. Tiefwurzelnde Pflanzen, die nicht an kalte Klimabedingungen angepasst sind, entwickeln sich schlecht.

## Dimensionierung
Zur Dimensionierung bzw. Leistungsberechnung kann das kostenlos aus dem Internet herunterladbare Simulationsmodell verwendet werden. Mit diesem Modell sind in einfacher Weise Vergleichsbetrachtungen zur Erdwärmesonde möglich. Zur Auslegung und Dimensionierung eines Ringgrabenkollektors steht ein freies Onlinetool zur Verfügung.

## Richtlinien
Die VDI-Richtlinie 4640 „Thermische Nutzug des Untergrundes; Erdgekoppelte Wärmepumpenanlagen“ von 2001 enthält Auslegungsrichtlinien für Grundwasserbrunnen, Erdwärmesonden und
Erdwärmekollektoren.